# Claude de Bourdeille
Claude de Bourdeille, comte de Montrésor (1606-1663), est un gentilhomme français qui joua un rôle dans les intrigues de la première moitié du XVIIe siècle. Il était aussi auteur de mémoires.
Le comte de Montrésor était le grand-neveu du fameux écrivain français Pierre de Bourdeille, seigneur de Brantôme. Il devint le second favori de Gaston d'Orléans (le jeune frère du roi Louis XIII) en 1635. Avec Gaston d'Orléans et le comte de Soissons, il prépara l'assassinat raté de Richelieu au camp d'Amiens en 1636.
En 1637, il se fait construire à Paris l'Hôtel de Montrésor par Michel Villedo et Claude Dublet. L'hôtel sera dénommé par la suite Hôtel de Gourgues puis Hôtel de Mérault, Il est situé actuellement au 52-54, rue de Turenne.
Le comte de Montrésor se retire pendant six ans sur ses terres, au château de Montrésor, mais en 1642 il participe au complot de Cinq-Mars contre Richelieu. À la suite de l'échec de ce complot, ses terres lui furent confisquées, l'obligeant à s'enfuir en Angleterre.
De retour après la mort de Richelieu en 1643, il participa à la cabale des Importants en 1643 et, à la suite de ce nouvel échec, fut à nouveau contraint à l'exil en Hollande.
Il revient quelques années plus tard pour s'allier à la duchesse de Chevreuse et au cardinal de Retz pendant la Fronde, ce qui le mène à la Bastille, puis à la prison du château de Vincennes.
Dans les années 1650, il est proche de Marie de Lorraine-Guise et vit à l'hôtel de Guise, à Paris, où il meurt, le 1er juillet 1663. 
Sans postérité, il laisse pour héritier son frère, le marquis de Bourdeilles, à qui Marie de Lorraine-Guise rachète la terre de Montrésor, en 1671.
Il a laissé des mémoires.